# Kdenlive
Kdenlive (KDE 비선형 동영상 편집기 ) /ˌkeɪdɛnˈlaɪv/는 MLT 프레임워크, KDE 및 Qt에 기초한 자유 오픈 소스 비디오 편집 소프트웨어이다. 이 프로젝트는 2002년 제이슨 우드(Jason Wood)에 의해 시작되었으며, 이제는 작은 팀의 개발자들에 의해 유지 관리되고 있다.
Kdenlive 15.04.0의 출시로 공식 KDE 프로젝트의 일부가 되었다.
Kdenlive 패키지는 Linux, FreeBSD 및 Microsoft Windows에서 무료로 사용할 수 있으며, 소스 코드는 GNU General Public License 버전 2 또는 그 이후 버전의 조항에 따라 사용할 수 있다.

## 특징[8]

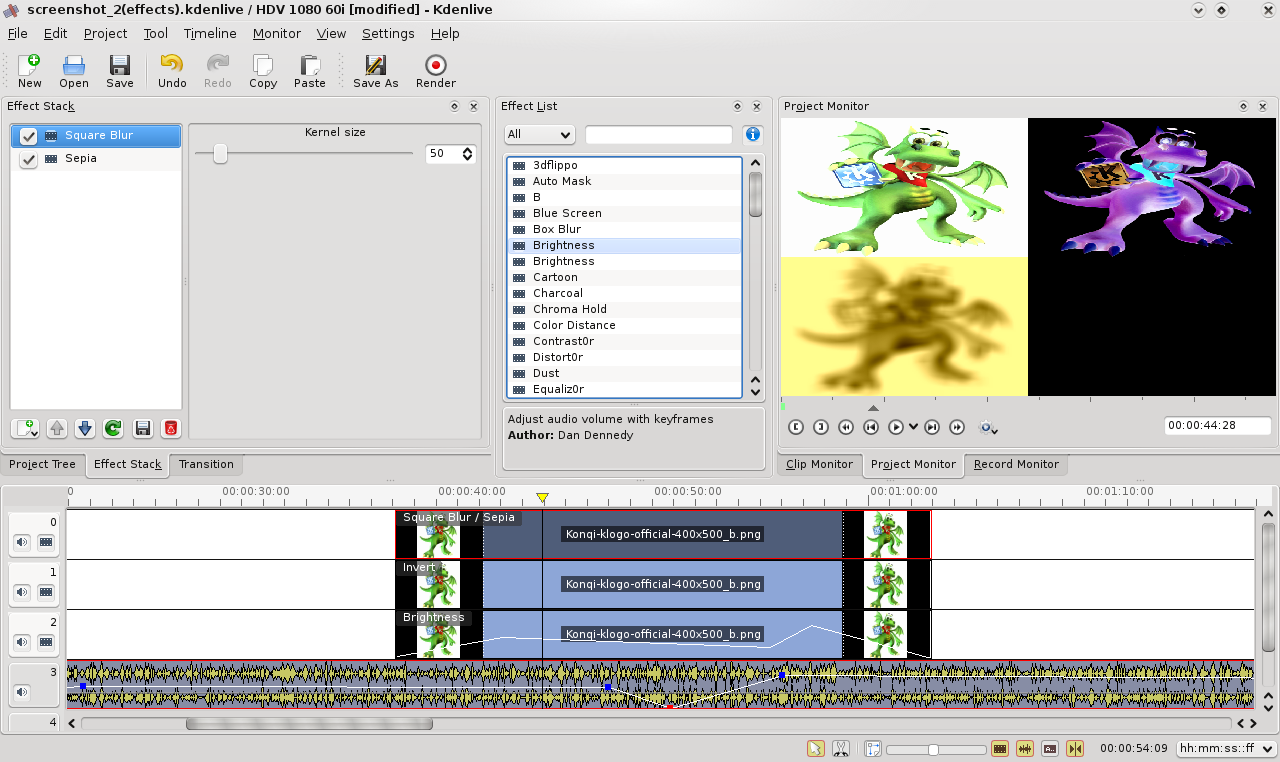
Kdenlive 비디오 효과

KDE의 Kdenlive는 MLT, Frei0r 효과, SoX 및 LADSPA 라이브러리를 사용한다.  Kdenlive는 FFmpeg 또는 libav (QuickTime, AVI, WMV, MPEG 및 Flash Video 등)에서 지원하는 모든 형식을 지원하며, PAL, NTSC 및 다양한 HD 표준(HDV와 AVCHD를 포함)을 위한 4 : 3 및 16 : 9 종횡비도 지원한다. 비디오는 DV 장치로 내보내거나, 챕터와 간단한 메뉴를 사용하여 DVD에 기록할 수도 있다.
- Kdenlive는 타임 라인 기반의 멀티 트랙 편집기를 내장하고 있으며 무제한의 비디오 및 오디오 트랙을 지원한다.
- 내장된 타이틀 에디터 및 비디오 클립, 오디오 클립, 텍스트 클립 및 이미지 클립을 생성, 이동, 자르기, 삭제할 수 있는 도구.
- 사용자 지정 효과 및 장면전환을 추가할 수 있다.
- 다양한 효과와 장면전환.  오디오 효과에는 정규화(노멀라이저), 위상 및 피치 이동, 리미터, 볼륨 조정, 리버브 및 이퀄라이저 필터 등이 포함된다.  시각적 효과에는 마스킹, 블루스크린, 왜곡, 회전, 색상 도구, 블러, 흐림 효과 및 기타 옵션이 포함된다.
- 재구성 가능한 키보드 단축키 및 인터페이스 레이아웃.
- 렌더링은 별도의 넌블로킹 프로세스를 사용하여 수행되므로 중지, 일시 중지 및 재시작할 수 있다.
- 또한 Kdenlive는 소프트웨어의 최신 개발자 버전과 소스의 주요 종속성을 컴파일 하는 Kdenlive Builder Wizard (KBL)라는 스크립트를 제공하여, 사용자가 새로운 기능을 테스트하고 버그 추적기에서 문제를보고 할 수 있도록 한다.[11]

## 역사
이 프로젝트는 2002년 제이슨 우드(Jason Wood)가 처음 시작했다.  Kdenlive의 개발은 K Desktop Platform 3 버전 (원래 MLT 용으로 제작되지 않은 버전)에서 KDE 플랫폼 4 로 옮겨 거의 모든 내용이 다시 작성되었다.  이것은 2008년 11월 12일에 발표 된 Kdenlive 0.7으로 완성되었다.  2014년 10월 1일에 발표된 Kdenlive 0.9.10이 마지막 KDE 4 릴리스다.
Kdenlive는 2014년에 KDE 프로젝트와 인프라로의 전환을 계획하기 시작했다.  KDE 프레임워크 5에 대한 전환은 KDE 응용 프로그램 5의 일부로 2015.04.0의 릴리스로 완료되었다.  KDE로의 이동은 진행 중이다.
2017년 초 개발 팀은 프로그램 리팩터링 작업을 시작했으며 2017년 6월까지 첫 번째 미리보기를 사용할 수 있었다.  사용가능한 첫 번째 미리보기가 출시됨과 함께 2017년 12월까지 리팩토링이 개발 팀의 주안점이 되었다.  리팩토링 버전의 출시는 KDE 18.08 응용 프로그램 릴리스에서 2018년 8월로 예정되어 있다.

## 윈도우 환경에서의 문제와 대처법
Kdenlive는 다양한 운영 체제에서 사용할 수 있지만, 특히 리눅스 환경에서 매끄럽게 잘 작동하는 것으로 알려져 있으며, 윈도우 환경에서 사용 시 다소 불편을 겪을 수 있다.
최근 버전 별로 발생할 수 있는 문제와 대처법은 다음과 같다.
- 17.12.0 버전
  1. 프로그램 종료 후에도 kdenlive.exe 프로세스와 dbus-daemon.exe 프로세스가 죽지 않고 남아 있게 된다.  해결 방법은, 작업 관리자에서 kdenlive.exe 프로세스를 찾아 강제로 프로세스 트리를 종료시키는 것이다.
  2. 편집 중 타임라인을 재생하려 할 때 재생 버튼을 눌렀음에도 불구하고 재생이 시작되지 않는 경우가 자주 있다.  해결 방법은, 재생 버튼을 누른 후 재생이 시작되지 않는 현상 발생 시 키보드에서 좌우 화살표 키를 한번 누르거나, 타임라인에서 플레이 헤드 또는 빈 곳을 마우스로 한번 클릭하는 것이다.
- 18.12.1 버전
  1. 클립 모니터에서 표시 중인 미디어를 드래그하여 타임라인에 드롭하면 마우스 포인터가 상하좌우 십자 화살표 모양으로 고정되어 버리며, 이후 타임라인에 배치된 클립의 가장자리를 조작하는 트림, 페이드, 트랜지션 작업을 하기가 매우 불편해진다.  해결 방법은, 메인 창 최하단의 상태 바 영역을 클릭하면 마우스 포인터가 정상으로 돌아온다.[19]
  2. .jpg 파일을 미디어 소스로 사용 시 클립 모니터나 프로젝트 모니터에서는 정상적으로 표시되나, 렌더링 시 해당 소스를 사용한 부분은 비어 있게 된다.  해결 방법은, 모든 .jpg 파일을 사전에 .png 파일로 변환하여 편집에 사용하는 것이다.[20]

## 참고 문헌
1. ↑  “Kdenlive 25.04.0 released”. 2025년 4월 28일. 2025년 4월 29일에 확인함.
2. ↑  https://invent.kde.org/multimedia/kdenlive/-/tags/v22.07.80.
3. ↑  “The Kdenlive Open Source Project on Open Hub”. Black Duck Software. 2018년 8월 1일에 확인함.
4. ↑  Smart, Christopher (2009년 7월 9일). “Kdenlive: A Video Editor in the Spotlight”. 《Linux Magazine》. 2010년 6월 28일에 원본 문서에서 보존된 문서. 2018년 8월 1일에 확인함.
5. ↑  Sawyer, Dan (2008년 3월 1일). “Multitrack Video Editor Roundup”. 《Linux Journal》. 2018년 8월 1일에 확인함.
6. ↑  “Kdenlive / Libre Video Editor”. 《kdenlive.org》. 2018년 8월 1일에 확인함.
7. ↑  “KDE Applications 15.04 Adds KDE Telepathy Chat and Kdenlive Video Editing”. 《KDE.org》. 2015년 4월 15일. 2015년 4월 17일에 원본 문서에서 보존된 문서. 2018년 8월 1일에 확인함.
8. ↑  “Features”. 《kdenlive.org》. 2018년 8월 1일에 확인함.
9. ↑  Wikibooks : Kdenlive / Kdenlive는 무엇인가?
10. ↑  “KDE Commit-Digest - 12th October 2008”. KDE.org. 2008년 10월 12일. 2013년 11월 10일에 원본 문서에서 보존된 문서. 2018년 8월 1일에 확인함.
11. ↑  “Kdenlive Builder Wizard”. Kde-apps.org. 2015년 9월 7일에 원본 문서에서 보존된 문서. 2013년 10월 7일에 확인함.
12. ↑  “Kdenlive 0.7 Released”. 2015년 4월 2일에 원본 문서에서 보존된 문서.
13. ↑  “Granjow's blog -  Randa meeting 2014”. 2015년 4월 17일에 원본 문서에서 보존된 문서.
14. ↑  “Kdenlive to be released with KDE Applications 15.04”. 2015년 3월 21일에 원본 문서에서 보존된 문서.
15. ↑  “Kdenlive 15.04.0 released”. 2015년 4월 17일에 원본 문서에서 보존된 문서.
16. ↑  “Kdenlive – refactoring preview and news”. 《kdenlive.org》. 2017년 6월 20일. 2018년 8월 1일에 확인함.
17. ↑  “Kdenlive 17.12.0 released”. 《kdenlive.org》. 2017년 12월 15일. 2018년 8월 1일에 확인함.
18. ↑  Mardelle, Jean-Baptiste (2018년 7월 4일). “Kdenlive: test the future | Kdenlive”. 《kdenlive.org》. 2018년 8월 14일에 확인함.
19. ↑  “405381 – Mouse pointer gets fixed to a move symbol just after drag and drop media from the clip monitor to timeline”. 2019년 4월 18일에 확인함.
20. ↑  “376464 – JPG clip rendered as white screen although preview works”. 2019년 4월 18일에 확인함.